# Nagamichi Kuroda
Nagamichi Kuroda (黒田長礼 Kuroda Nagamichi?,  24 de noviembre de 1889-16 de abril de 1978) fue un ornitólogo japonés. 

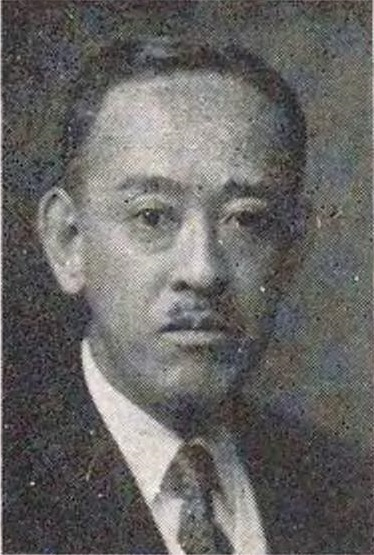
bonito

Describió a Tadorna cristata en 1917.

## Obras
- Birds of the Island of Java (2 Volúmenes, 1933-36)
- Parrots of the World in Life Colours (1975).
- Passeres  (1933)

## Abreviatura (zoología)
La abreviatura Kuroda  se emplea para indicar a Nagamichi Kuroda como autoridad en la descripción y taxonomía en zoología.